# Cantonul Mana
Cantonul Mana este un canton din arondismentul Saint-Laurent-du-Maroni, Guyana Franceză, Franța.

## Comune
- Awala-Yalimapo
- Mana (reședință)